# Staroderbenovski
Staroderbenovski (en rus: Стародербеновский) és un poble (un khútor) de l'óblast de Volgograd, a Rússia, segons el cens del 2010 tenia 38 habitants.